# Lonchaea apricaria
Lonchaea apricaria är en tvåvingeart som beskrevs av Mcalpine 1964. Lonchaea apricaria ingår i släktet Lonchaea och familjen stjärtflugor. Inga underarter finns listade i Catalogue of Life.